# Tortolita
Tortolita war ein für die Volkszählung amtlich festgelegter Ort (Census-designated place) im Pima County im US-Bundesstaat Arizona. 
Er hat 3740 Einwohner und eine Fläche von 30,8 km². Tortolita liegt nördlich von Tucson an der Grenze zum Pinal County. In der Nähe liegt der Catalina State Park und der La Cholla Airport.
Nennenswert ist der 1986 nach einer Wählerentscheidung eingerichtete Tortolita Mountain Park. Es handelt sich um einen Naturpark, der Teil eines Systems derartiger Parks zu Zwecken des Naturschutzes im County Pima ist.
83,9 % der Bevölkerung sind Weiße, 12,3 % Hispanics.